# Għ
Għ, għ – dwuznak występujący na dziewiątej pozycji alfabetu maltańskiego, wymawiany przy użyciu farengalyzacji. W transkrypcji IPA wymowa oznaczana jest przez [ˤː].